# Strada statale 75 bis del Trasimeno
La ex strada statale 75 bis del Trasimeno (SS 75 bis), ora strada regionale 75 bis del Trasimeno (SR 75 bis) in Umbria e strada provinciale 75 bis del Trasimeno (SP 75 bis) in Toscana, è una strada regionale e provinciale italiana.
Ha inizio nel comune di Perugia, in località Ponte San Giovanni, dalla strada statale 75 Centrale Umbra, e collega il capoluogo regionale con il lago Trasimeno e la Toscana. Il tracciato si delinea verso nord, affiancato al raccordo autostradale 6 che ha tolto importanza all'arteria, tocca i comuni di Corciano, Magione ed arriva in vista del lago Trasimeno. Attraversa quindi Passignano sul Trasimeno, il bivio di Tuoro, passa nei pressi dell'antica e monumentale dogana tra lo Stato della Chiesa e il Granducato Lorenese ed entra in Toscana dopo alcuni chilometri; qui, dopo un breve percorso nei pressi di Terontola Alta, termina nel comune di Cortona, nella località Bivio Riccio, dove si innesta sulla ex strada statale 71 Umbro Casentinese Romagnola.

## Storia
La strada statale 75 bis "del Trasimeno" venne istituita nel 1938 riclassificando un tratto fino ad allora appartenuto alla SS 75 "Centrale Umbra".
In seguito al decreto legislativo n. 112 del 1998, dal 2001, la gestione è passata dall'ANAS alla Regione Umbria, che ha ulteriormente devoluto le competenze alla Provincia di Perugia; l'ultimo tratto è andato invece direttamente dall'ANAS alla Provincia di Arezzo.  

## Strada statale 75 bis/racc del Trasimeno
La ex strada statale 75 bis/racc del Trasimeno (SS 75 bis/racc), ora strada regionale 75 bis/racc del Trasimeno (SR 75 bis/racc), è una strada regionale italiana.
Funge praticamente da collegamento, nel comune di Tuoro sul Trasimeno tra le due frazioni di Punta Bella e di Borghetto, cioè tra la ex strada statale 75 bis del Trasimeno e la ex strada statale 71 Umbro Casentinese Romagnola.
In seguito al decreto legislativo n. 112 del 1998, dal 2001, la gestione è passata dall'ANAS alla Regione Umbria, che ha ulteriormente devoluto le competenze alla Provincia di Perugia.

## Tratti urbani
La parte iniziale della S.S. 75 bis fungeva la "circonvallazione", ma ormai attraversa la città di Perugia in zone molto centrali per circa 19 km. sovrapponendosi a: via Assisana; piazza Alessandro Seppilli; via della Pallotta; via Palermo; via Campo di Marte; via Mentana; piazza Vittorio Veneto nel quartiere Fontivegge; via Sicilia; via Cortonese; strada Trasimeno Ovest; via Firenze nel quartiere Ferro di Cavallo; piazza Aldo Piccini; via Antonio Gramsci nel quartiere Olmo per poi proseguire nella zona di Ellera, nel Comune di Corciano, oltre il quale la statale è una strada prevalentemente extraurbana.